# John Russell (scénariste)
Pour les articles homonymes, voir John Russell.
John Russell est un scénariste américain, né le 22 avril 1885 et mort le 6 mars 1956.

## Filmographie partielle
- 1923 : La Justice du monde (The Exiles) d'Edmund Mortimer
- 1924 : Le Cheval de fer (The Iron Horse) de John Ford
- 1924 : Coureur de dot (Dangerous Money), de Frank Tuttle
- 1924 : Le Tango tragique d'Allan Dwan
- 1925 : Lord Jim de Victor Fleming
- 1925 : The Little French Girl de Herbert Brenon
- 1926 : Beau Geste de Herbert Brenon
- 1929 : Chanson païenne de W. S. Van Dyke
- 1929 : Le Dernier Voyage de Malcolm St. Clair
- 1931 : Frankenstein de James Whale